# کیم دوک-کو
کیم دوک--کو (انگلیسی: Kim Duk-koo; ۸ ژانویهٔ ۱۹۵۹ – ۱۷ نوامبر ۱۹۸۲) بوکسور اهل کره جنوبی بود.